# Lithoxus stocki
Lithoxus stocki es una especie de peces de la familia Loricariidae en el orden de los Siluriformes.

## Morfología
• Los machos pueden llegar alcanzar los 6,6 cm de longitud total.

## Hábitat
Es un pez de agua dulce y de clima tropical.

## Distribución geográfica
Se encuentran en Suramérica:  cuencas de los ríos  Maroni i  Mana (Guayana Francesa ).